# Biała Wieś (Łódź)
Pour les articles homonymes, voir Biała Wieś.
Biała Wieś est une localité polonaise de la gmina de Biała Rawska, située dans le powiat de Rawa Mazowiecka en voïvodie de Łódź.